# Morgan Aero SuperSports
Morgan Aero SuperSports – brytyjski sportowy samochód osobowy klasy Gran Turismo,wytwarzany ręcznie przez firmę Morgan Motor Company od 2009 roku.
Oparty konstrukcyjnie na dwóch modelach: Morgan Aero Supersports GT3 (część podzespołów, silnik V8, o powiększonej do 4,8 litra pojemności), stanowi nadwoziowo odmianę modelu Morgan Aeromax, różniącą się zewnętrznie od poprzednika brakiem podwójnych szklanych pokryw bagażnika, nadwoziem typu targa, ze zdejmowanym, sztywnym dachem (składającym się z dwóch płyt aluminiowych), a od GT3 – brakiem dużego tylnego spojlera oraz inaczej ukształtowanym tyłem – np. światłami – identycznymi jak w Aeromaxie.
Samochód zaprezentowany w 2009 roku podczas Pebble Beach Car Show w Kalifornii, jest nowym modelem przygotowanym, podobnie jak wcześniej Aeromax dla uczczenia jubileuszu 100-lecia istnienia firmy Morgan (2009), łącznie powstanie prawdopodobnie 200 egzemplarzy wartego 167 tysięcy euro auta.
Do napędu użyto, umieszczonego wzdłużnie z przodu, zmodyfikowanego silnika N 62 produkcji BMW, w układzie V8 o pojemności 4,8 litra (4799 cm3). Moc przenoszona jest na oś tylną poprzez 6-biegową, manualną, bądź automatyczną skrzynię biegów ZF.
Auto, podobnie jak model Aeromax, wyposażono również w: reflektory ksenonowe – z przodu, z tyłu – światła w technologii LED, dwie poduszki powietrzne, układy ABS, EBD, DTC, klimatyzację, elektrycznie podnoszone szyby, ogrzewaną szybę przednią, tempomat, układy pomiaru, monitorowania temperatury i (świetlnej oraz akustycznej) sygnalizacji ciśnienia opon (w wersji przeznaczonej na rynek amerykański), za dopłatą dostępna jest także nawigacja satelitarna.
Hamulce firmy AP Racing – tarczowe, wentylowane, sześciozaciskowe, o średnicy tarcz 350 mm z przodu i dwuzaciskowe 332 mm z tyłu. Ogumienie stanowią opony Pirelli 225/40 ZR 19 z przodu i  245/40 ZR 19 z tyłu (19-calowe obręcze kół). )

## Dane techniczne

### Silnik
- Wolnossący V8 4,8 l (4799 cm³), 4 zawory na cylinder, DOHC
- Układ zasilania: wtrysk
- Średnica cylindra × skok tłoka: 93,00 mm x 83,30 mm
- Stopień sprężania: 10,0:1
- Moc maksymalna: 368 KM (270 kW) przy 6100 obr./min
- Maksymalny moment obrotowy: 490 Nm przy 3600 obr./min

### Osiągi
- Przyspieszenie 0-100 km/h: 4,2 s (ze skrzynią automatyczną), 4,5 s (ze skrzynią manualną)[3]
- Prędkość maksymalna: 273 km/h
- Zużycie paliwa: 16,5/ 8,2/ 11,2 l/100km, odpowiednio: w cyklu miejskim/za miastem/w cyklu mieszanym (ze skrzynią manualną);
- 15,9/ 7,8/ 10,8 l/100km (ze skrzynią automatyczną),
- Emisja CO2: 269 g/km według EURO4 (ze skrzynią manualną);
- 260 g/km według EURO4 (ze skrzynią automatyczną)